# Palazzo d’Anna Viaro Martinengo Volpi di Misurata

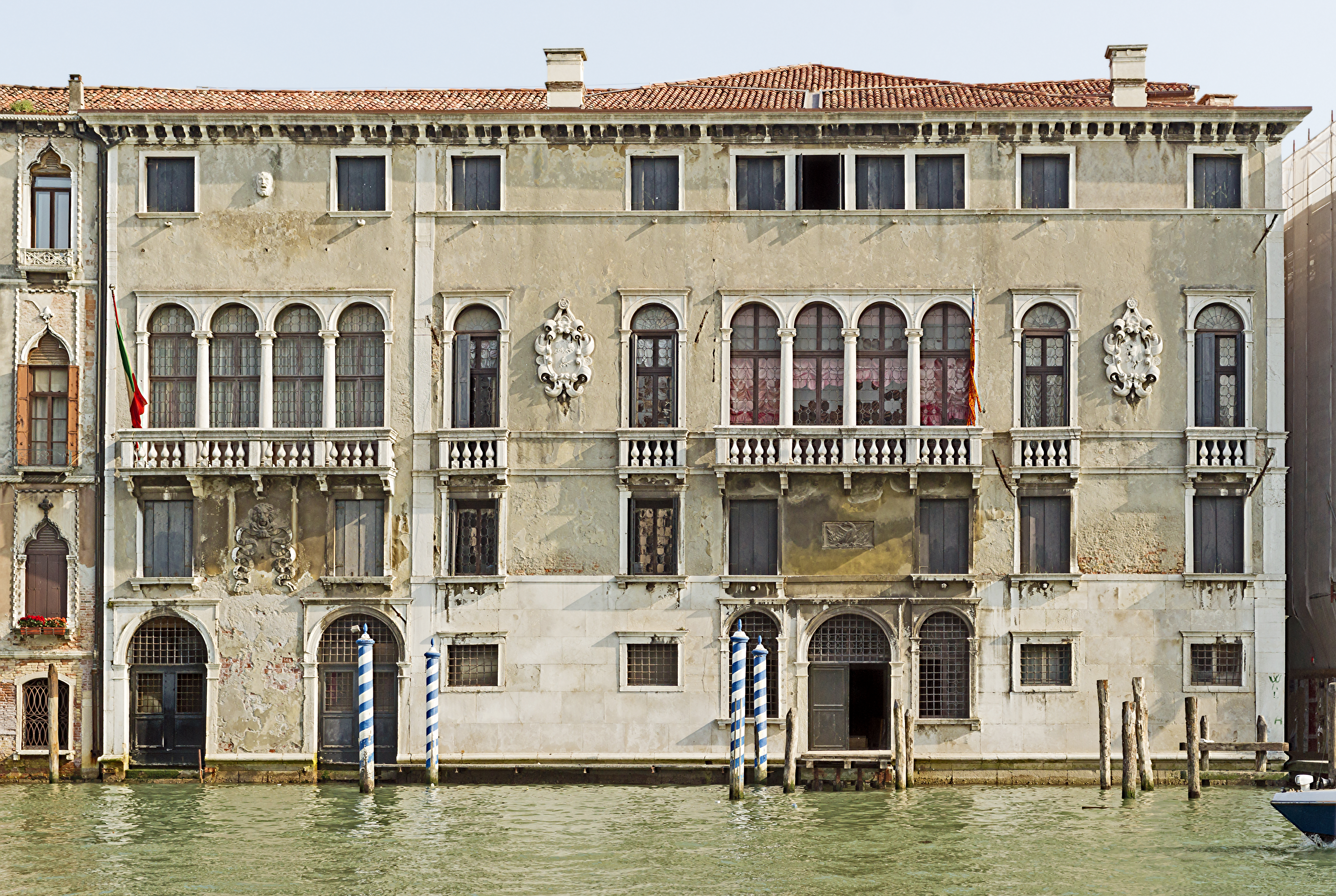
Palazzo d’Anna Viaro Martinengo Volpi di Misurata

Palazzo d’Anna Viaro Martinengo Volpi di Misurata, auch Palazzo Talenti d’Anna Volpi, ist ein Palast in Venedig in der italienischen Region Venetien. Er liegt im Sestiere San Marco mit Blick auf den Canal Grande zwischen dem Palazzo Tron und der Casa Marinoni, gegenüber dem Palazzo Donà a Sant’Aponal. Der Stadtpalast trägt die Adresse San Marco 3946-3948 – Calle del Traghetto und liegt in der Gemeinde San Pantalon.

## Name und Besitzgeschichte
Wie der Name des Palastes nahelegt, hat er im Laufe seiner Geschichte häufig den Besitzer gewechselt. Anfang des 16. Jahrhunderts wurde er im Auftrag der Familie Talenti errichtet. Er kam dann ziemlich bald an den reichen flämischen Kaufmann Martino d’Anna (van Haanen). Die Erweiterung des Palastes, die um die Mitte des 17. Jahrhunderts erfolgte, ist den folgenden Eigentümern, den Viaro, einer venezianischen Adelsfamilie, geschuldet. Im Laufe des 18. Jahrhunderts kam der Palast erneut in andere Hände, erstmals durch Erbe, an die venezianischen Patrizierfamilie Foscarini und danach an die Grafen Martinengo aus Brescia, wogegen er im 19. Jahrhundert in den Besitz des Grafen Giovanni Conti kam, der verfügte, dass er nach seinem Tod ein Altersheim wurde. 1917 kam der Palast schließlich in das Eigentum des Unternehmers Giuseppe Volpi, der 1925 zum Grafen von Misurata erhoben wurde.

## Beschreibung
Auf den ersten Blick scheint die Fassade des Palastes in vier Abschnitte mit zwei unterschiedlichen strukturellen Typologien unterteilt, aber, wenn man sorgfältiger hinschaut, erkennt man, dass der ganz linke Abschnitt später an das Gebäude angebaut wurde.
Der ursprüngliche Palast wurde im Renaissancestil in einer Form, die bei vielen anderen Palästen der Lagunenstadt üblich war, errichtet. Das in Stein ausgeführte Erdgeschoss zeigt ein Portal zum Wasser und darüber liegt ein Zwischengeschoss, das sehr viel höher ausfiel, als es üblich war. Im einzigen Hauptgeschoss liegt in der Mitte ein Vierfach-Rundbogenfenster in rechteckigem Rahmen und mit gemeinsamem, vorspringendem Balkon. Flankiert wird es von zwei Paaren gleichartiger Einzelfenster, jedes mit einem eigenen Balkon. Zwischen diesen Einzelfenstern liegen Wappen in Relief. Nach oben ist die Fassade durch ein Zwischengeschoss unter dem Dach mit quadratischen Fenstern abgeschlossen, die so wie im darunter liegenden Stockwerk positioniert sind. Hauptgeschoss und Zwischengeschoss unter dem Dach sind durch ein Gesims und eine große Fläche, die ursprünglich mit einem Fresko von Pordenone bemalt war, voneinander getrennt. Heute ist das Fresko vollständig verschwunden.
Der Teil des Palastes, der später angebaut wurde, das linke „Viertel“, wiederholt fast genau den mittleren Teil der Fassade des ursprünglichen Baukörpers, nur, dass es zwei Portale zum Wasser gibt und zwei einzelne Fenster im Zwischengeschoss unter dem Dach.
Innen ist das Hauptgeschoss opulent ausgestattet, weil dort zeitgenössische Möbel und Gemälde vorhanden sind. Von der Eingangshalle im Erdgeschoss führt die Ehrentreppe zum Empfangssalon (Portego) im Hauptgeschoss. Die Decke des großen Ballsaals wurde im Auftrag von Giuseppe Volpi, Graf von Misrata, vom Maler Ettore Tito in triumphaler Weise mit Fresken im Tiepolostil versehen. Entlang des Frieses sind die Schlachtenorte in Tripolitanien während des italienisch-türkischen Krieges, genauer, zur Amtszeit des Auftraggebers als Gouverneur (1921–1925) erwähnt.